# 松原朋美
松原 朋美（まつばら ともみ、1990年2月5日 - ）は、中京テレビ放送のアナウンサー。夫はワタナベエンターテインメント所属の芸人・大前りょうすけ。実兄は元熊本朝日放送及び元静岡第一テレビアナウンサーの松原大祐。

## 来歴・人物
岐阜県中津川市出身。岐阜県立恵那高等学校、法政大学国際文化学部卒業。大学在学中は5か月間アメリカに留学経験がある。
元日本テレビアナウンサーの久野静香は同じ大学、同じ学部・学科の同窓生で、放送局の系列、アナウンサーとして就職した年も同じで、互いに交流がある。
2012年に中京テレビ放送に入社。同期入社は鈴木理香子、市野瀬瞳、村田千弥（既に3人とも退社）だが、いずれも他局からの移籍で松原だけが新卒入社。
好きな言葉は顔晴る（がんばる）。
2012年6月1日深夜の『NEWS ZERO』（日本テレビ）内ローカルニュースでデビューした。
キンタロー。にブログで「あっちゃんに似ている」と掲載されたのがきっかけで、2013年8月にはYahoo!ニュースのトップでも掲載され、名が広まったことで一時中京テレビのホームページがパンク状態になり、本人にも取材申し込みが殺到した。大学3年生の時に就職活動のため、髪の毛の色を黒にしたら「前田敦子に似ている」言われ始めたという。
メ〜テレアナウンサーの上坂嵩と東海テレビアナウンサーの恒川英里とは同じ年にアナウンサーとして就職し、学生時代からの友人であり、入社後も食事に行くなど交友関係がある。
2013年11月3日より、自身初のレギュラー番組となる『前略、大徳さん』がスタート。アシスタント（お手伝いさん）として出演。
2014年4月1日より、『キャッチ!』のサブキャスターに就任。2012年12月から2013年3月までは、スタジオ担当として出演していたが、その後中継を経てレギュラーに昇格した。
2017年、『24時間テレビ 「愛は地球を救う」』（日本テレビ）の総合司会を先輩の恩田千佐子から引き継いだ。同年7月30日放送の『前略、大徳さん』で総合司会就任が発表された。以来、2022年まで6年間総合司会をつとめた。
2019年、中京テレビ開局50周年を記念した特別番組にアシスタントとして数多く出演。このうち同年12月15日に放送され香取慎吾と共演した「願いを叶える・クリスマス大作戦」は、Twitterでトレンド入りし、話題となった。
2020年4月5日にスタートした『前略、大とくさん』に前番組から続いてアシスタントとして出演。同年4月16日から5月29日まで、新型コロナウイルス感染症の流行に伴う国及び愛知県の緊急事態宣言での『キャッチ!』のキャスター陣の「2班制」変更に伴い、木・金曜日のメインキャスターを務めた。5月30日からスタートした、在名民間放送局5社が地元を応援する「こころをひとつに」プロジェクトの共同CMに、中京テレビ代表として出演。8月7日に報道局スタッフの新型コロナウイルス感染が判明し、感染者の濃厚接触者と業務を行っていたことから接触の可能性があるため、同日放送の『キャッチ!』、9日には、アシスタントを担当している『前略、大とくさん』の出演を念のため見合わせた。担当番組を休むのは夏休み等のリフレッシュ休暇以外では、入社以来初。その後13・14日、20・21日には局内から新型コロナウイルス感染者が出たことや愛知・岐阜両県に2021年1月14日から2月26日まで緊急事態宣言が発令された措置にともない、『キャッチ!』木・金曜日のメインキャスターをつとめた。
2021年4月より、『キャッチ!』ではサブキャスターと兼任の上で、不定期メインキャスター担当。
2022年4月より『キャッチ!』の金曜日のメインキャスターに就任。8月8日、大前りょうすけと結婚したことを公表した。
2023年2月5日の愛知県知事選挙の開票速報の直前にショートカットに変えた。大前との結婚式も終えヘアドネーションを済ませている。
2023年11月5日、前略、大とくさんの放送で第1子妊娠と年内での同番組卒業を発表。年内最後の放送日となった12月24日をもって番組を卒業した。
2013年からナレーションを担当してきた『ゴリ夢中』も11月25日放送分をもって卒業し、12月2日放送分から後輩の中川萌香にバトンタッチした。
2024年1月以降は金曜日のメインキャスターをつとめるキャッチ!のみに出演し、同月19日の放送をもって一時降板。またこの日が産休前最後の仕事となった。
2024年1月20日より産休入り。
2024年3月13日、夫である大前のX（旧 Twitter）で、12日に第一子を出産したことが伝えられた。
2025年4月より産休から復帰。。育児休暇中は髪を伸ばしていたようで復帰直後はセミロングであったがしばらくしてショートカットに戻している。

## 担当番組
- キャッチ!
  - 金曜サブキャスター（2012年12月7日 - 2013年3月29日）
  - 月・火曜サブキャスター（2014年3月31日 - 2015年2月24日、2018年4月2日 - 2019年8月27日）
  - 水 - 金曜サブキャスター（2015年3月4日 - 10月2日）
  - 月・火・金曜サブキャスター（2015年10月5日 - 2018年3月30日、2019年9月2日 - 2020年3月27日）
  - 月・金曜サブキャスター（2020年3月30日 - 2021年3月26日）
  - 木曜・隔週金曜サブキャスター（2021年4月1日 - 10月1日）
  - 金曜・隔週木曜サブキャスター（2021年10月7日 - 2022年3月25日）
  - 金曜メインキャスター（2022年4月1日 - 2024年1月19日）
  - 月・金曜メインキャスター（2025年5月5日 - ）
- 前略、大とくさん（初代アシスタント、 2013年11月3日 - 2023年12月24日）
- ゴリ夢中（4代目ナレーション、2013年4月 - 2023年11月）
- NNN各ニュース（ローカル枠）
- 24時間テレビ 「愛は地球を救う」 中京テレビローカルパート（イオン担当 → 2017年 - 2022年 、総合司会）
- NNNストレイトニュース 中京テレビローカルパート
- チュ〜ポン!TV
- 「こころをひとつに」プロジェクト 共同CM（2020年5月30日 - 9月30日）

### Locipo
- SKE48の名古屋4局のアナウンサーを8週連続で呼び出したった。（2020年11月13日）- ゲスト出演　　[13]